# 苏埃卡
苏埃卡，是西班牙巴伦西亚自治区巴伦西亚省的一个市镇。总面积93平方公里，总人口25371人（2001年），人口密度273人/平方公里。